# دون روجرز (لاعب كرة قدم أمريكية)
دون روجرز (بالإنجليزية: Don Rogers)‏ هو لاعب كرة قدم أمريكية أمريكي، ولد في 4 ديسمبر 1936 في أورانج الجنوبية ‏ في الولايات المتحدة.

## وصلات خارجية
- دون روجرز على موقع مرجع كرة القدم المحترفة.كوم (الإنجليزية)